# Casco M1926

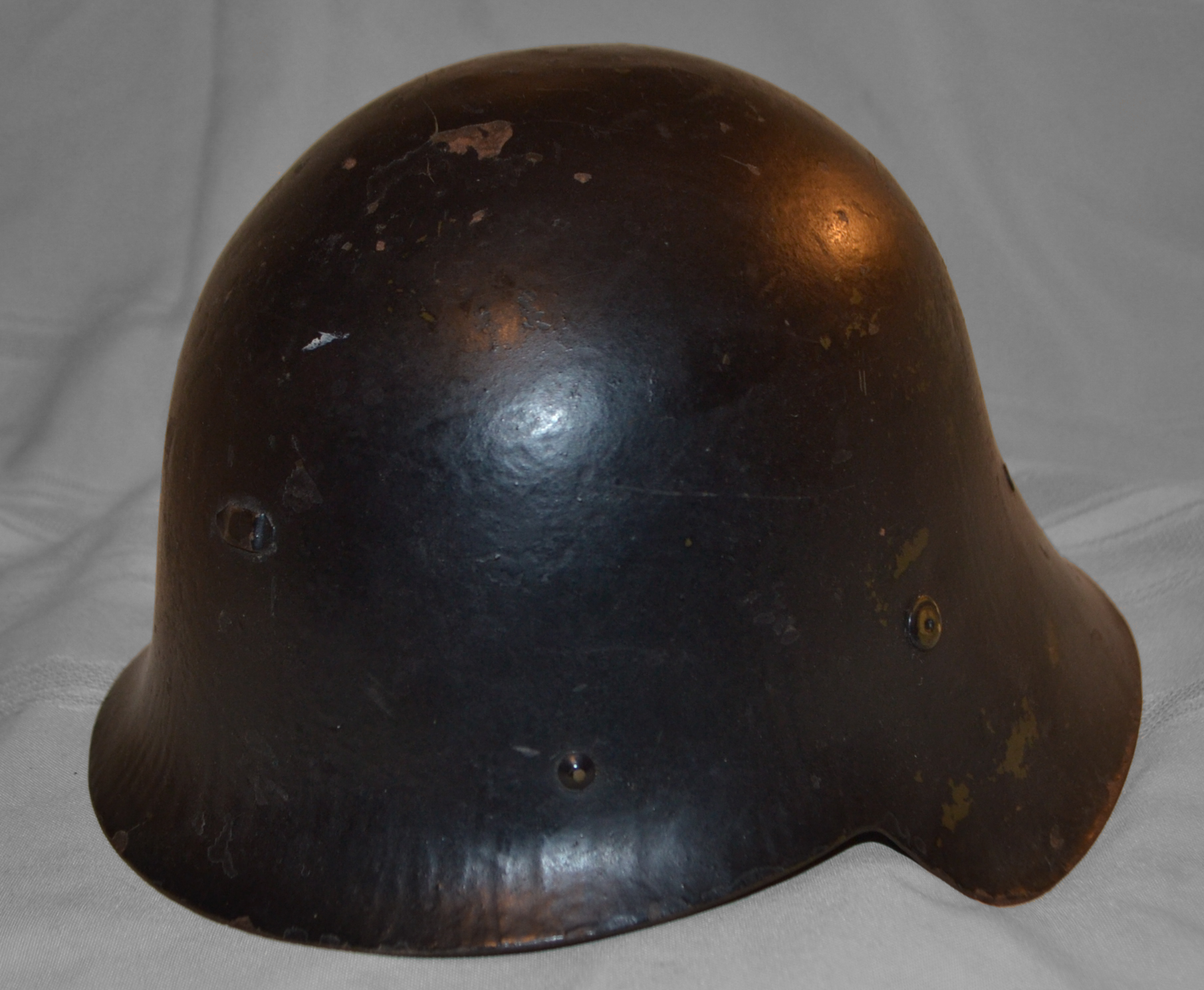
Un casco M26 pintado de negro, diferenciándose de su color gris habitual de casco previo a la Guerra Civil o de su color verde franquista.

El Casco M1926, también conocido como casco M26 y, por sus lados acampanados, casco con ala, fue un casco de combate de acero utilizado por España desde su adopción en 1930 hasta su sustitución por el casco M42 en 1942. El casco fue uno de los más utilizados por ambos bandos de la guerra civil española.

## Diseño
El casco es una versión mejorada del casco M21 ''sin ala''. La carcasa tenía un destello más pronunciado a lo largo del borde (de ahí el apodo), aunque mantenía el forro y el barbuquejo del modelo anterior. El M26 era el segundo casco creado por la Fábrica de Armas de Trubia para el ejército español. Los modelos anteriores a la Guerra Civil presentaban pintura gris y huecos en el barbuquejo. En 1943 se restauraron todos los cascos españoles con nuevos revestimientos y se pintaron de verde. Con este nuevo revestimiento, los remaches del barbuquejo se reemplazarían con remaches regulares con cúpula y un soporte para colocar insignias especiales en la parte delantera. El casco se usó esporádicamente en el ejército español hasta la década de los 50 hasta su reemplazo completo por el casco M42.

## Galería

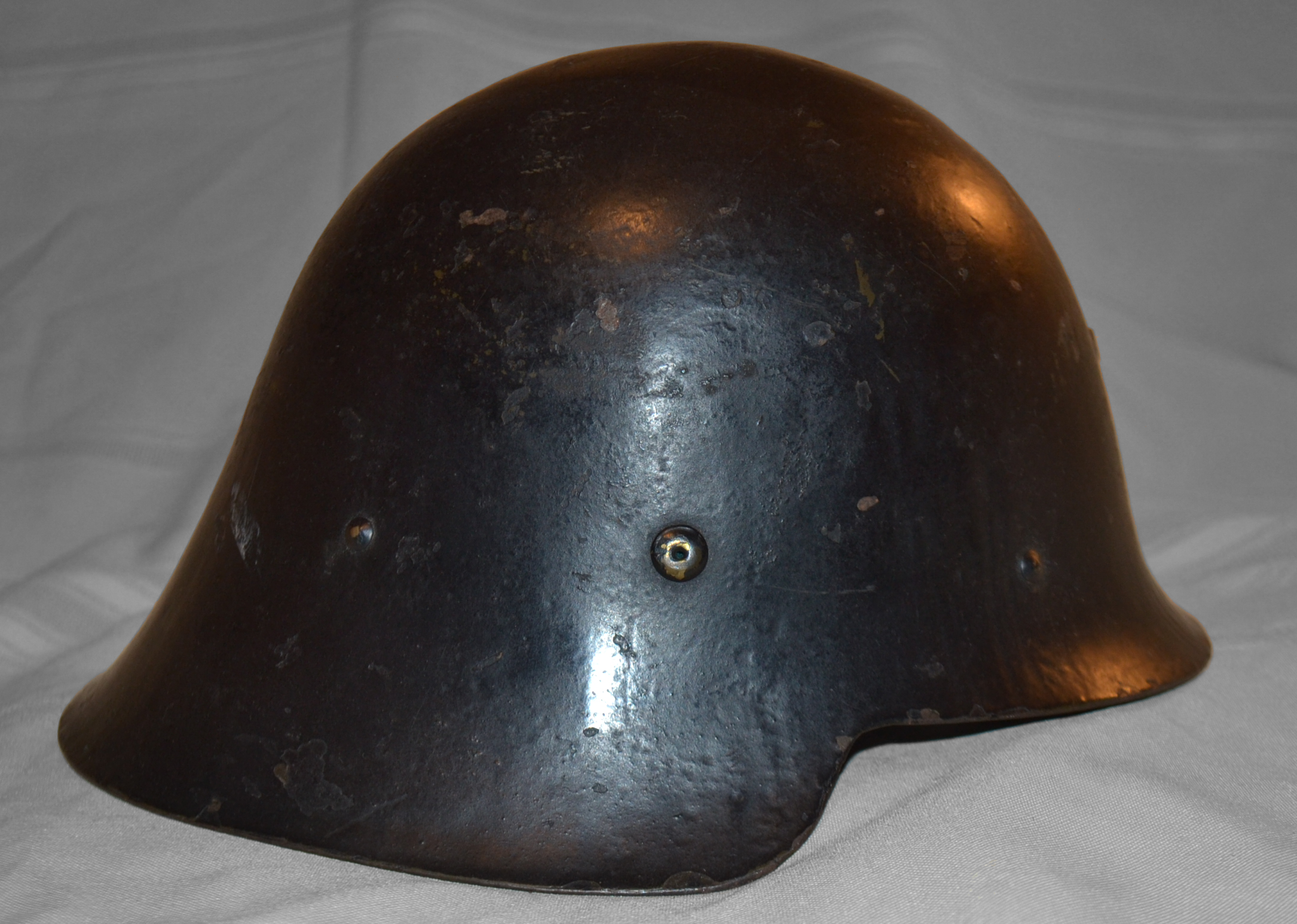
El casco visto de perfil, nótese el ribete central vacío como todos los cascos anteriores a la Guerra Civil de este tipo.
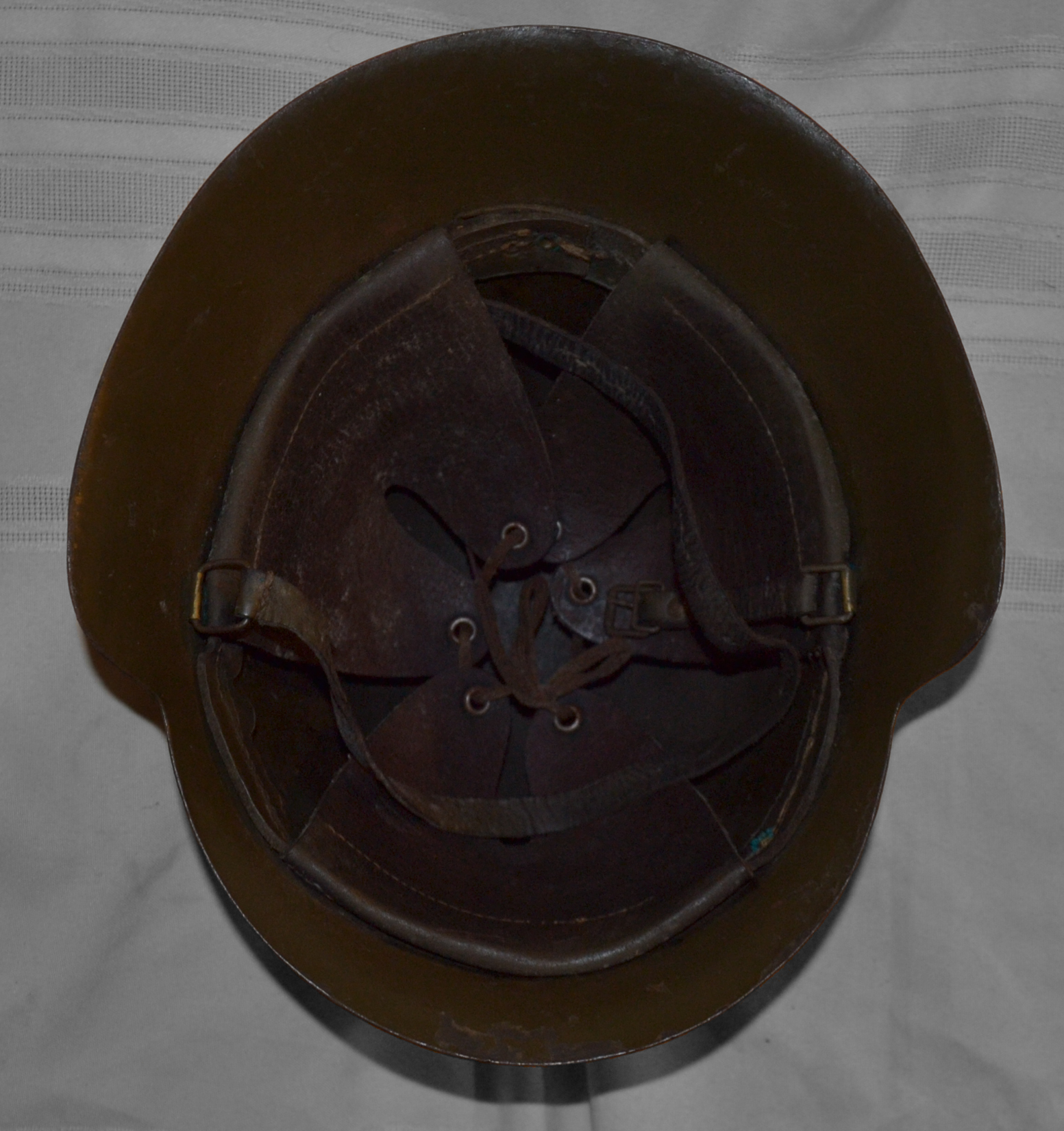
El interior del casco, mostrando la configuración del revestimiento de tres almohadillas, así como el tono original de pintura verde.
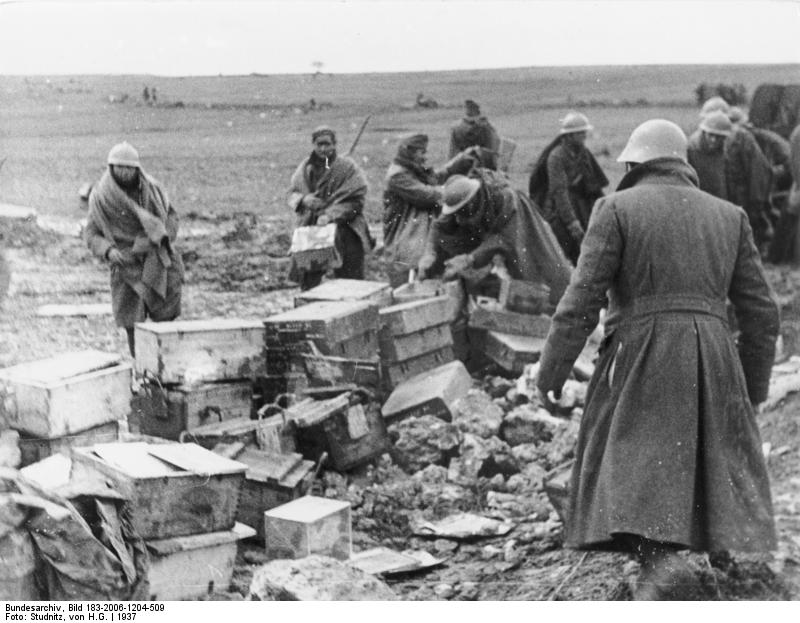
Soldados del bando sublevado durante la batalla de Guadalajara (1937)